# 2013-as közép-európai áradások

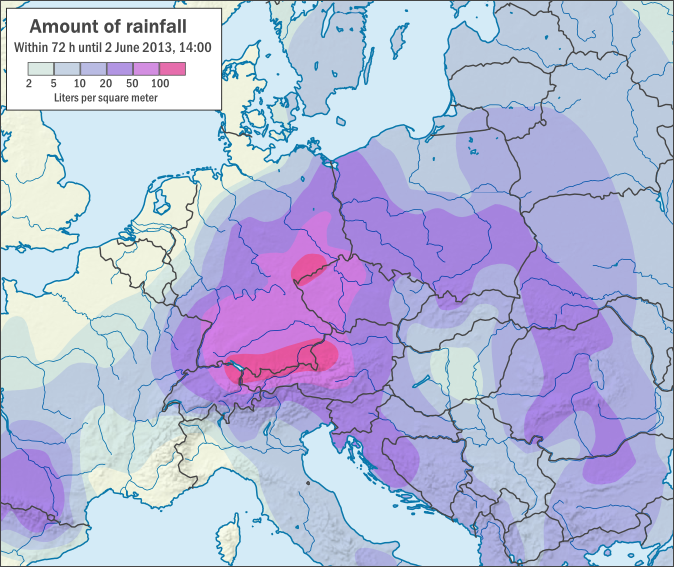
A 72 órás esőzés által érintett terület 2013. május 31. és június 2. között Közép-Európában

A 2013-as közép-európai áradások május végén-június elején következtek be Svájc, Németország, Ausztria, Csehország, Szlovákia és Magyarország területén. Az áradások főleg a Duna, az Elba és ezek vízgyűjtő területeire terjedtek ki. Németországban a sokévi átlag 178%-ának megfelelő csapadék esett májusban. Június 1-jén és 2-án Ausztria nyugati és középső részén négyzetméterenként 200–220 liter eső esett, ez 3-ára 2–10 literre mérséklődött. A németországi és ausztriai jelentős esőzések nagyban hozzájárultak az áradásokhoz.

## Németország

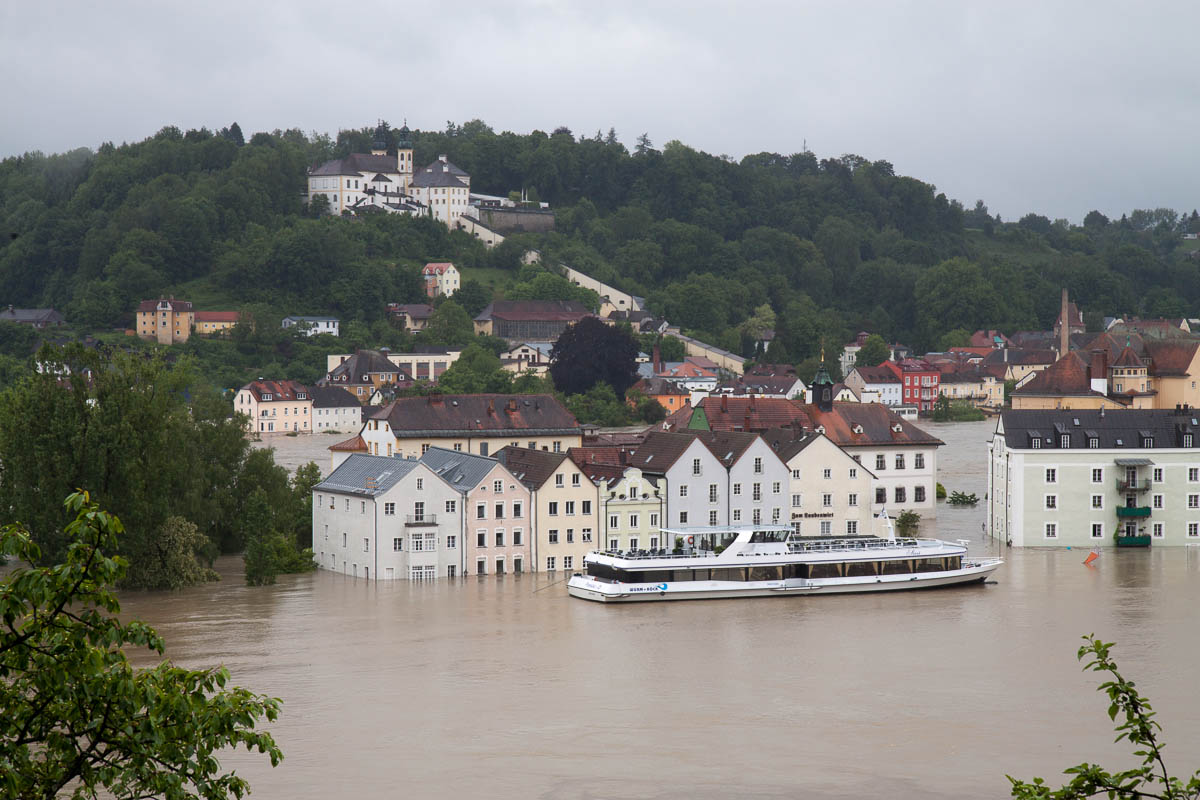
2013. június 3., Passau, Németország

Németországban a legsúlyosabb helyzet Passauban állt elő, ahol 3 folyó találkozik, a Duna, az Inn és az Ilz. A város történelmi városrészét csak hajóval lehetett megközelíteni június 2-a óta, amikor az esti órákban a Duna szintje meghaladta a 2002-es árvíz során mért 10,8 métert. A víz szintje 3-án délelőtt megdöntötte az 1501-ben feljegyzett 12,20 m-es szintet. 21 órakor tetőzött 12,89 méteren. A város központjában az első emeletig ért a víz, leállították az ivóvíz-szolgáltatást. A vízszint 4-én hajnalban indult apadásnak. A Duna és a Regen folyó találkozásánál fekvő Regensburgban utcákat zártak le, a gátgyengülés miatt június 4-én katasztrófariadót hirdettek. A Regensburg és Passau között fekvő Deggendorf környezetét is teljesen elöntötte a Duna.
Kelet-Türingiában és Szászország több településén is katasztrófahelyzet állt elő a heves, hosszan tartó esőzések miatt bekövetkezett áradások miatt. A helyzetet kritikusnak értékelték Lipcse környékén, valamint a Zwickauer, a Freiberger Mulde és a Weisse Elster folyók körzetében. A Saale folyó Jénánál lépett ki a medréből, többek között a város labdarúgó-stadionját is elöntötte a víz. Június 5-én a Saale betört Halle városába, ahonnan 30 000 embert kellett kitelepíteni. A vízszint 807 cm volt, amellyel 400 éves rekordot döntött meg.

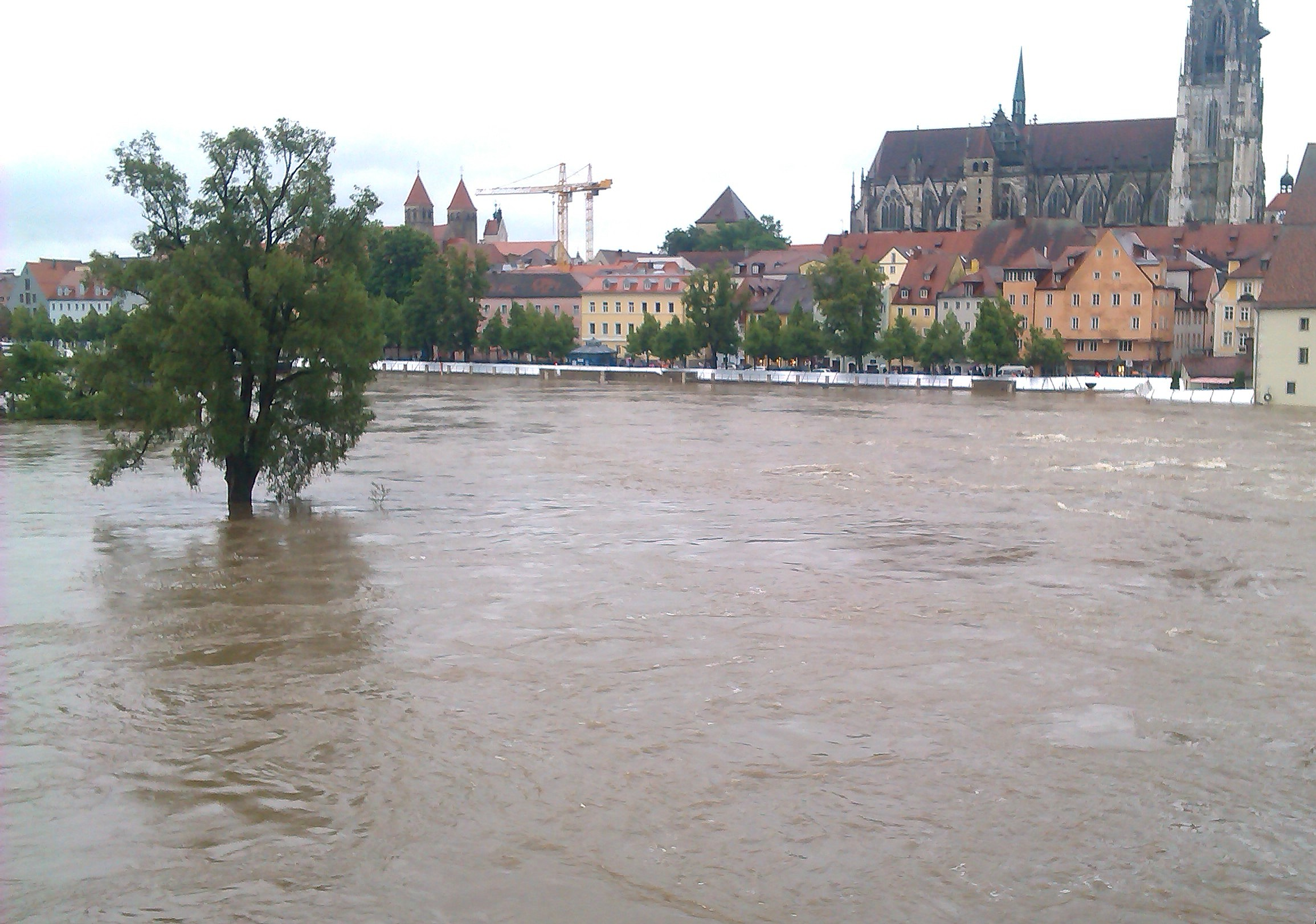
2013. június 2., Regensburg, Németország
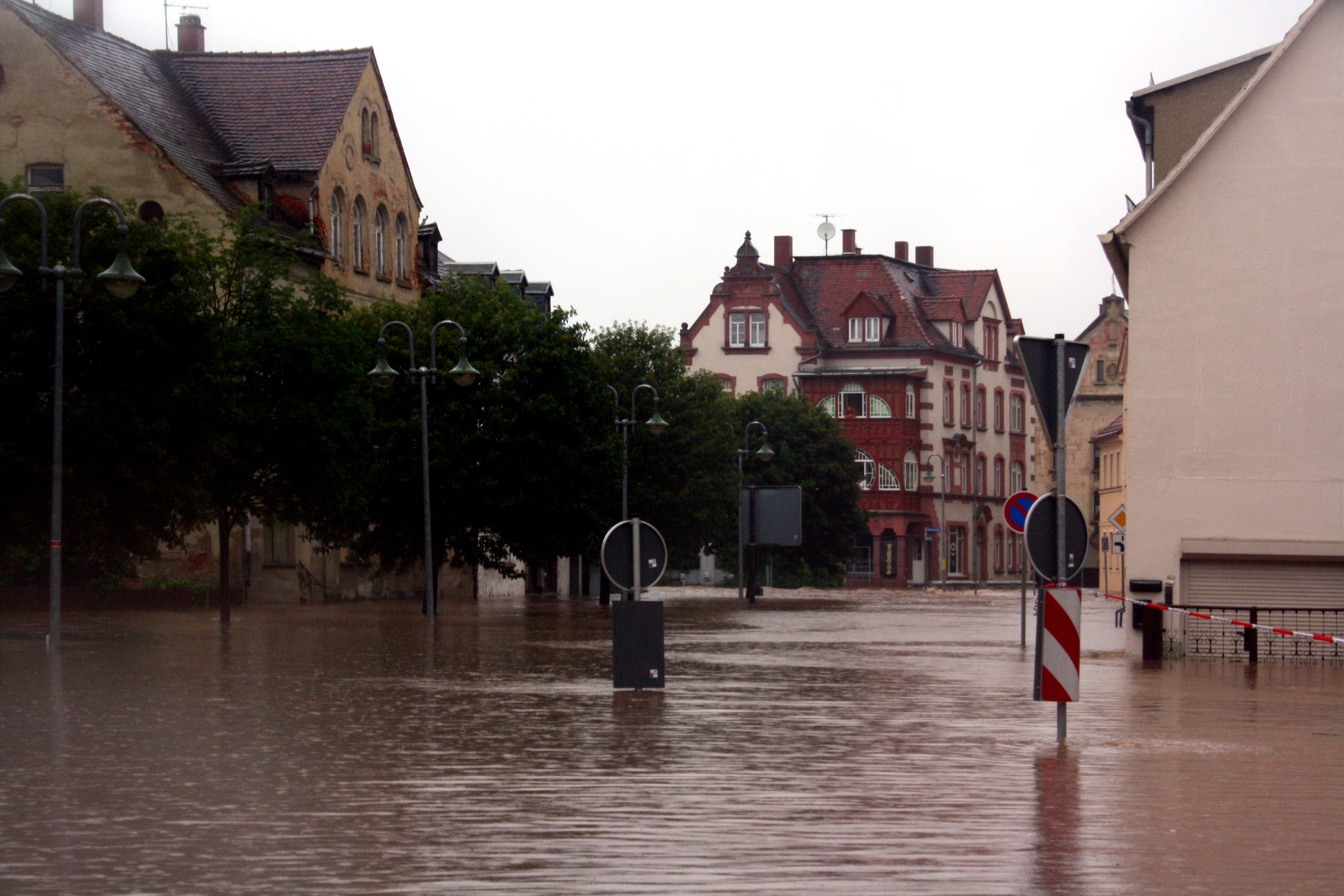
2013. június 2., Gößnitz, Németország
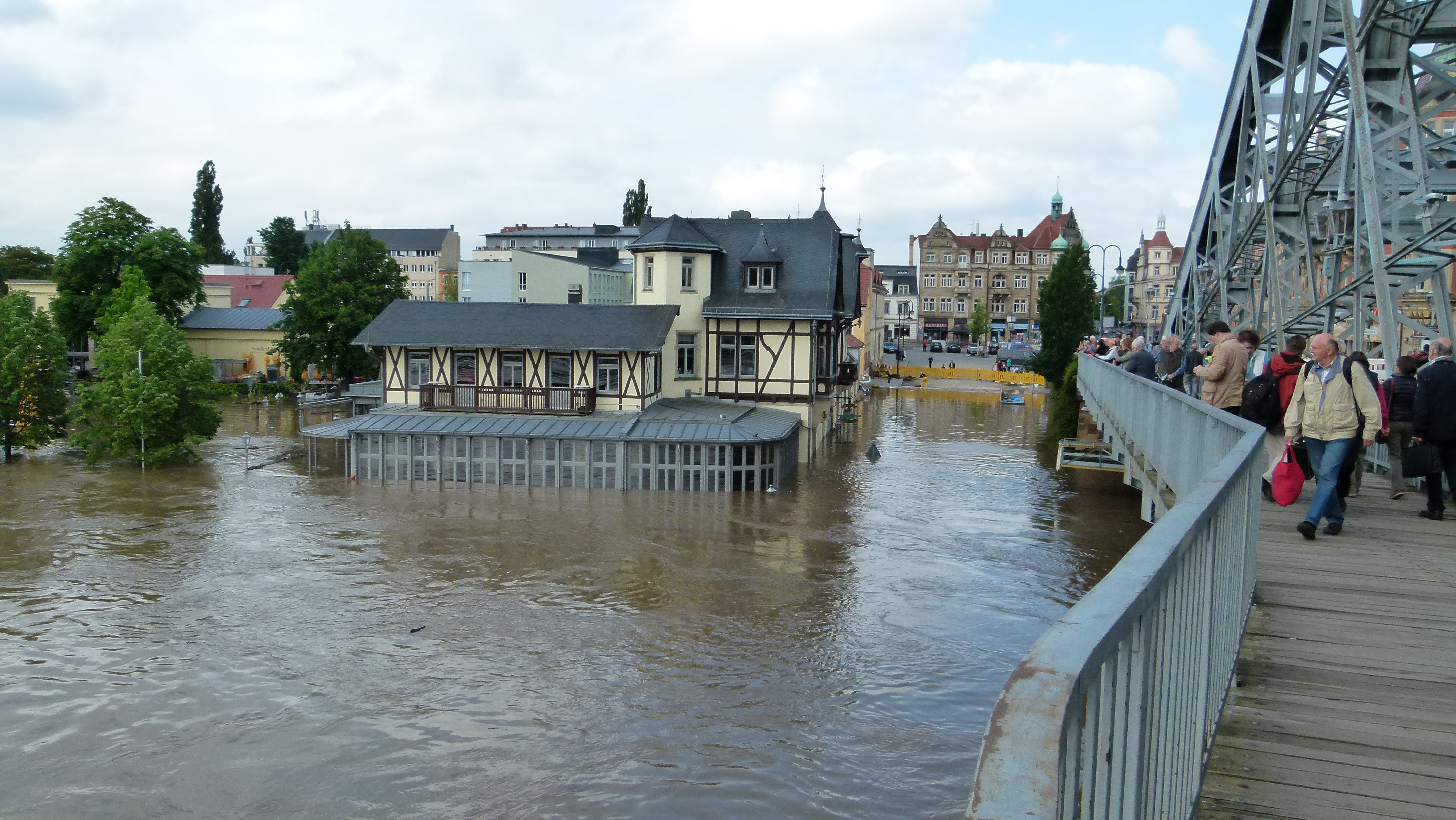
2013. június 3., Drezda, Németország
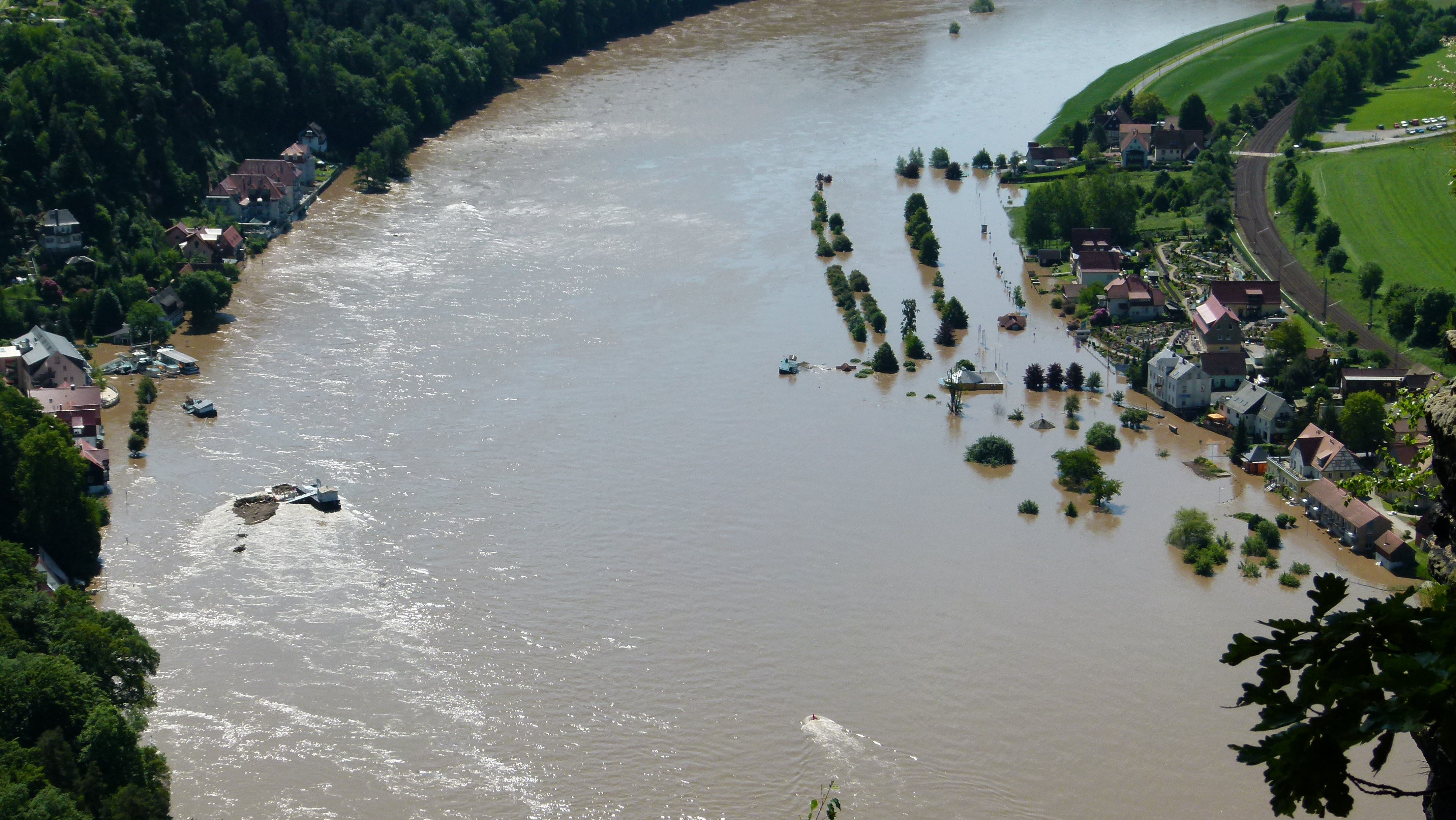
2013. június 5., Rathen, Németország

Az Elba áradása miatt Drezdában 600 embert telepítettek ki, a város néhány részén kikapcsolták az áramot. A 4500 fős Mühlberget kitelepítették, Magdeburgnál június 9-én a vízszint elérte a 750 cm-t, amely 78 cm-rel volt magasabb, mint 2002-ben. Itt 23 000 embert telepítettek ki.
Baden-Württemberg tartományban Heidelbergnél a Rajna mellékfolyója, a Neckar is megáradt, az óvárost homokzsákokkal védték.

## Svájc
Svájcban egy autópálya egy szakaszát, valamint néhány alsóbbrendű utat zárták le, egy ember életét vesztette.

## Ausztria

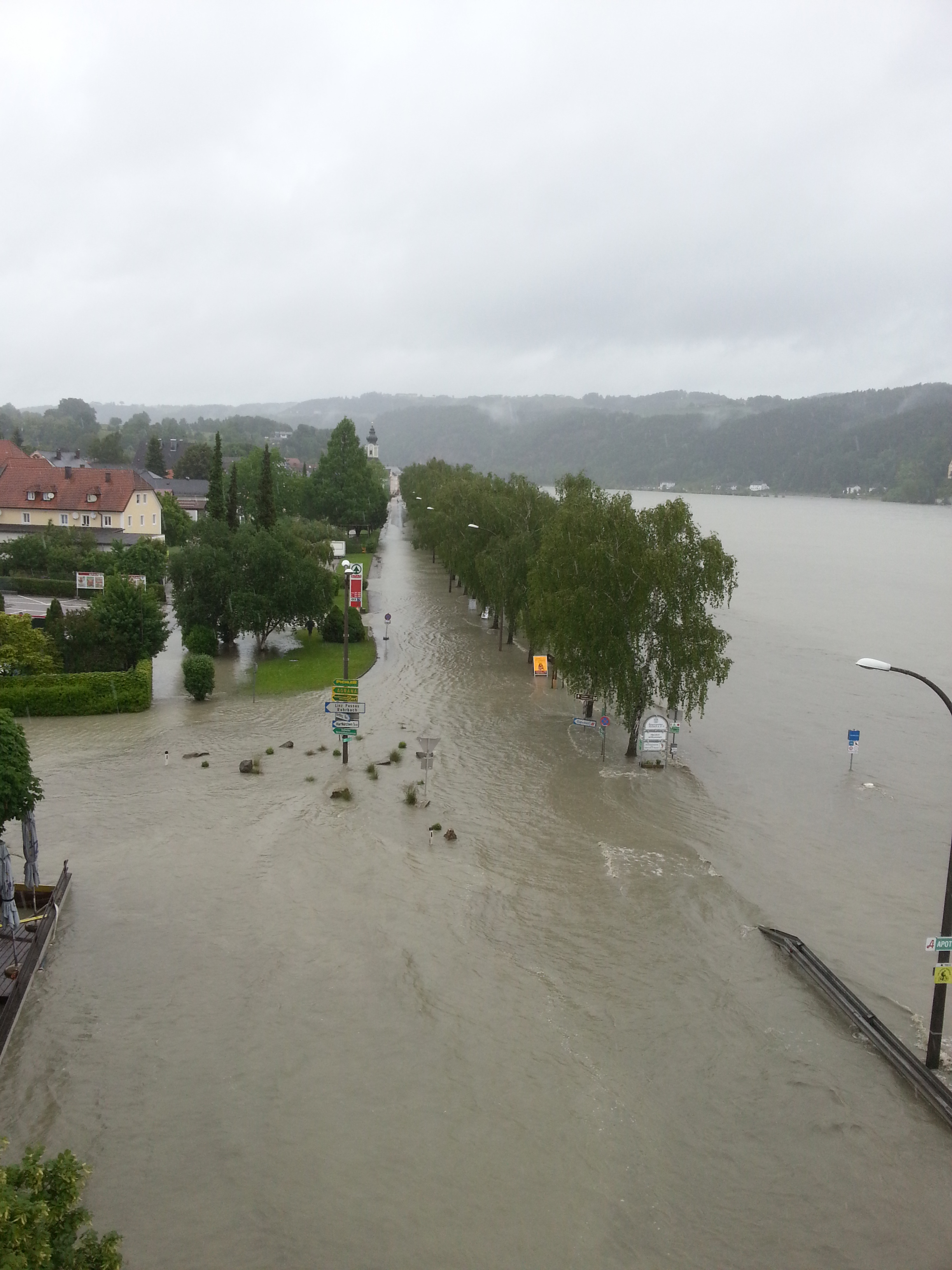
2013. június 2., Aschach an der Donau, Ausztria

Ausztriában a Duna, az Inn és a Salzach mentén volt nagy árhullám. Salzburgnál a Salzach június 2-án magasabb szinten volt, mint 2002-ben. A világörökséghez tartozó Hallstatt egy részét elöntötte a víz.
Ausztriában június 2-án számos vasútvonalon leállt vagy akadozott a közlekedés, a vasúti pályákat több helyen víz árasztotta el. Taxenbachnál a sárlavina egy hidat sodort rá a Westbahn vasútvonalra.
Az alsó-ausztriai Melk történelmi belvárosát június 2-án elöntötte a víz. Június 3-án déltől a Duna teljes ausztriai szakaszán hajózási tilalmat rendeltek el. Az Inn partján fekvő Schärding és Braunau am Inn víz alá került Wösendorfnál az alacsonyabban fekvő szőlőket elöntötte a víz. Ausztriában is több helyen emeltek mobilgátakat a Duna mentén. Június 4-én Linznél 924 cm-en állt a vízszint, számos épületet elöntött a víz. Este 23.45-kor a Wachau térségben található kienstocki mérőálláson 10,79 m-es szintet mértek, amely 14 cm-rel maradt el a 2002-es szinttől.
Bécset nem fenyegette veszély, csak az 1970-es években, az árvízvédelem miatt létrehozott Duna-sziget egy része került víz alá. A Bécstől 12 km-re északnyugatra lévő Korneuburgnál június 5-én 8,1 m-es szinten tetőzött a Duna. Ez 21 cm-rel haladta meg a 2002-es értéket.
Ausztriában hat embert halt meg, és egy eltűnt.

## Csehország

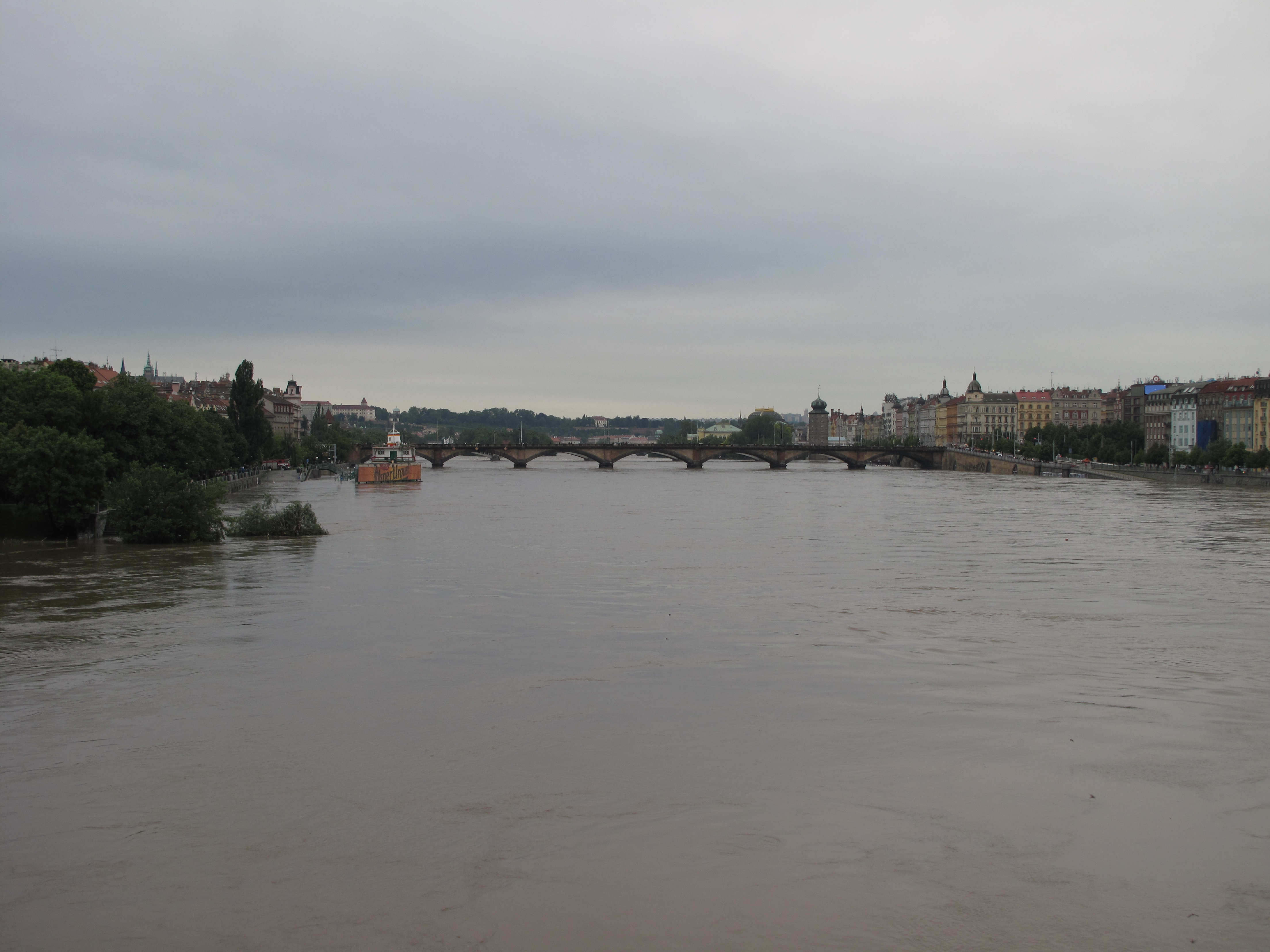
2013. június 3., Prága

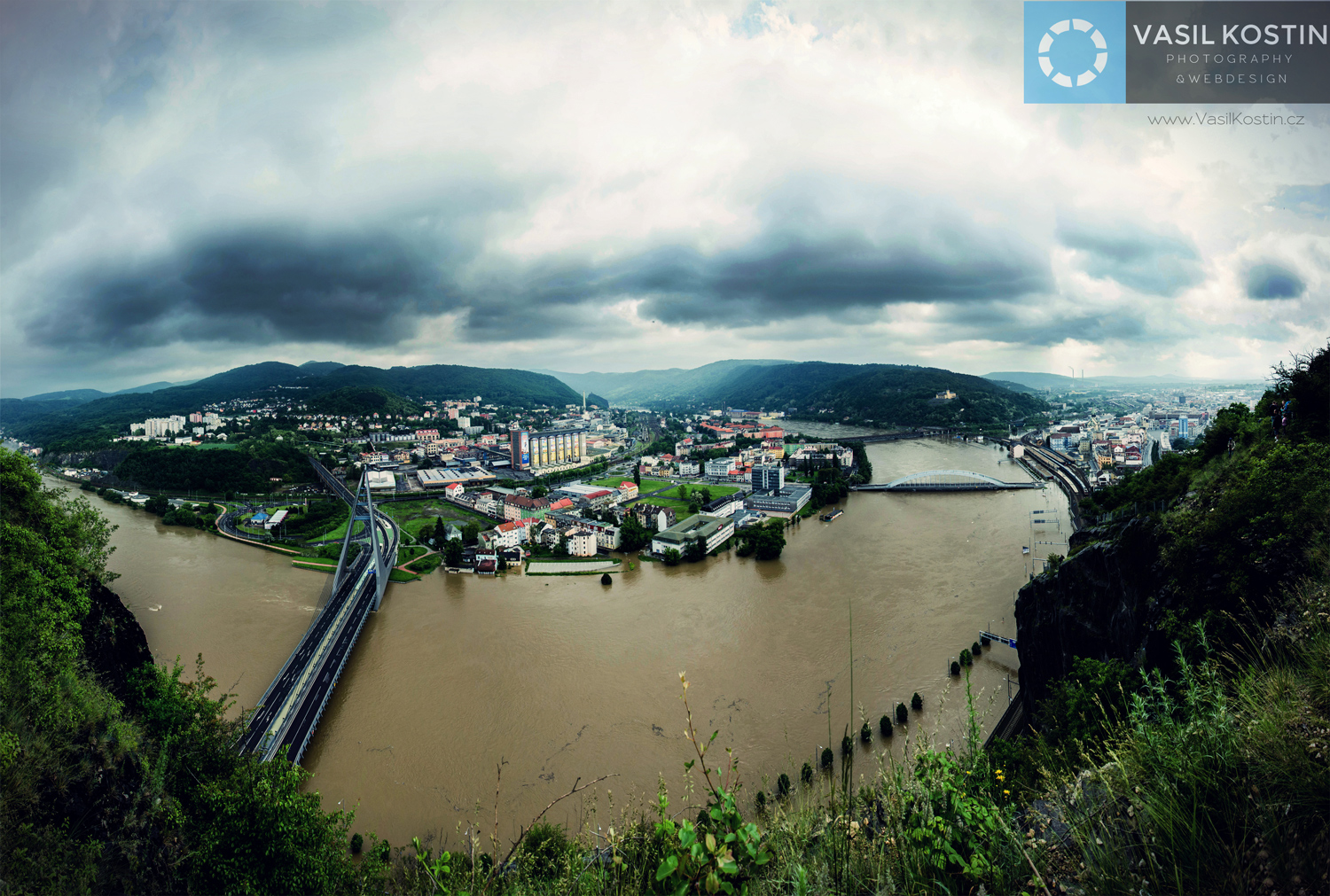
2013. június 4., Ústí nad Labem

2013. június 2-án, vasárnap a cseh kormány rendkívüli állapotot hirdetett ki az országban az időjárás, illetve a Moldva és az Elba áradása miatt. A Moldva néhány óra alatt áradt meg, június 3-án a vízhozama meghaladta a másodpercenkénti 3000 köbméteres értéket, amely 4-ére 3200–3300-ra emelkedett. A prágai metró 8 állomását zárták le június 2-án, június 3-án estig már 18 állomás volt zárva. A prágai állatkert állatainak nagy részét is ki kellett költöztetni.
A főváros máskor jelentéktelen patakjai, a Rokytka-patak, Botič-patak és a Šárecký-patak okozza hirtelen megduzzadásával a legtöbb gondot. A károk mértéke a becslések szerint elérhette a több milliárd cseh koronát is. Az országban több mint 14 000 tűzoltó és több száz katona vesz részt a védekezésben. Június 3-án lezárták a Károly hidat a turisták elől, a pilléreket különleges pajzsokkal védték a víznyomástól.
Június 4-én a Moldva és az Elba találkozásánál fekvő Mělník egy része víz alá került, 1500 embert telepítettek ki. Ústí nad Labemben lezárták a város két közúti hidját, emiatt a vasúti hídon lehetett közlekedni egy külön szerelvénnyel. Az egyik külvárost, amelyet mobilgát védett, elöntötte az Elba, mert a gát méretét meghaladta a vízszint. Itt 3700 ember kitelepítésről döntöttek. Ústí nad Labemben és Děčínben június 6-án reggel tetőzött az Elba 10,7 m-es szinten, amely több mint 1 méterrel elmaradt a 2002-es vízállástól.
Csehországban körülbelül 700 településen okozott kárt az árvíz, 20 000 embert telepítettek ki. Az országban 11 ember vesztette életét, négy pedig eltűnt.

## Szlovákia
Szlovákiában június 3-án 18 órától a hajózást megtiltották a Dunán. Öt déli járásban, a Duna teljes szlovákiai szakaszán harmadfokú készültséget rendeltek el.
Június 4-én Pozsonyban rendkívüli helyzetet rendeltek el. A Duna és a Morva találkozásánál, Pozsony nyugati városrészében, Dévénynél volt kritikus a helyzet. A Duna körbezárta a települést, a lakosságot teherautóval szállították. Június 6-án Dévényben 973 cm-en, Pozsonyban 1032 cm-en tetőzött a Duna.

## Magyarország

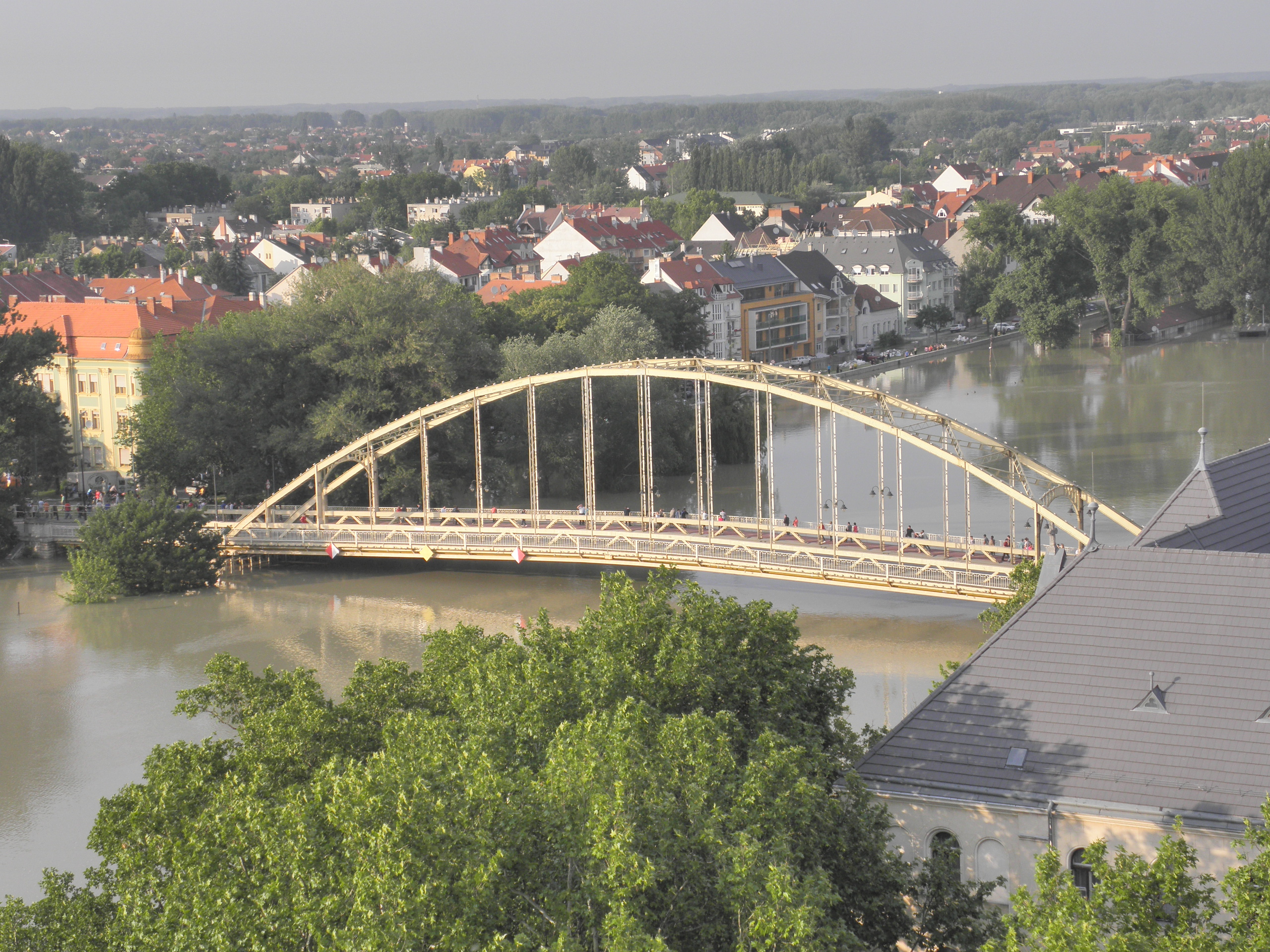
2013. június 7., Győr, Kossuth híd

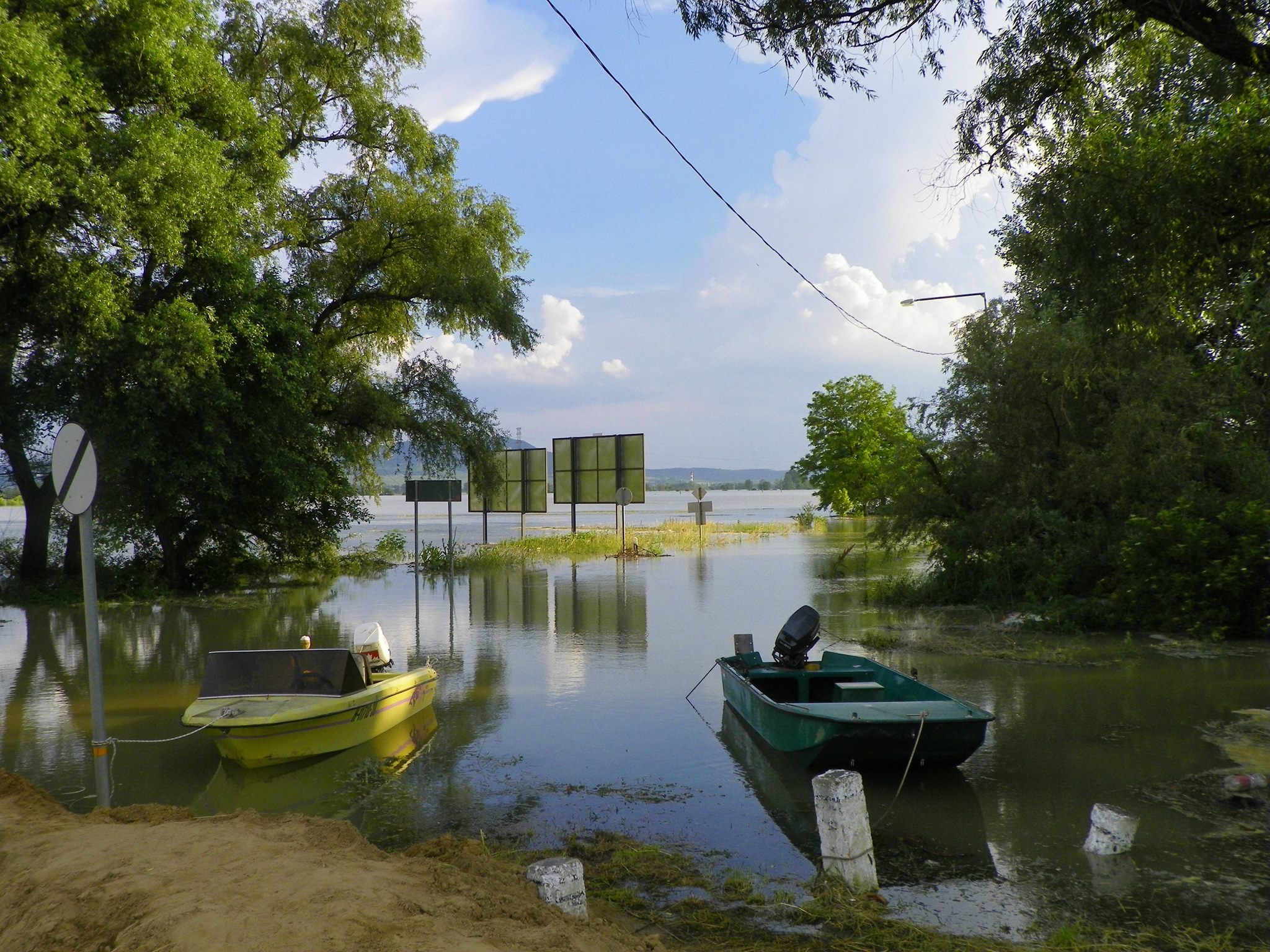
Motorcsónakok a 11-es úton, Esztergomban

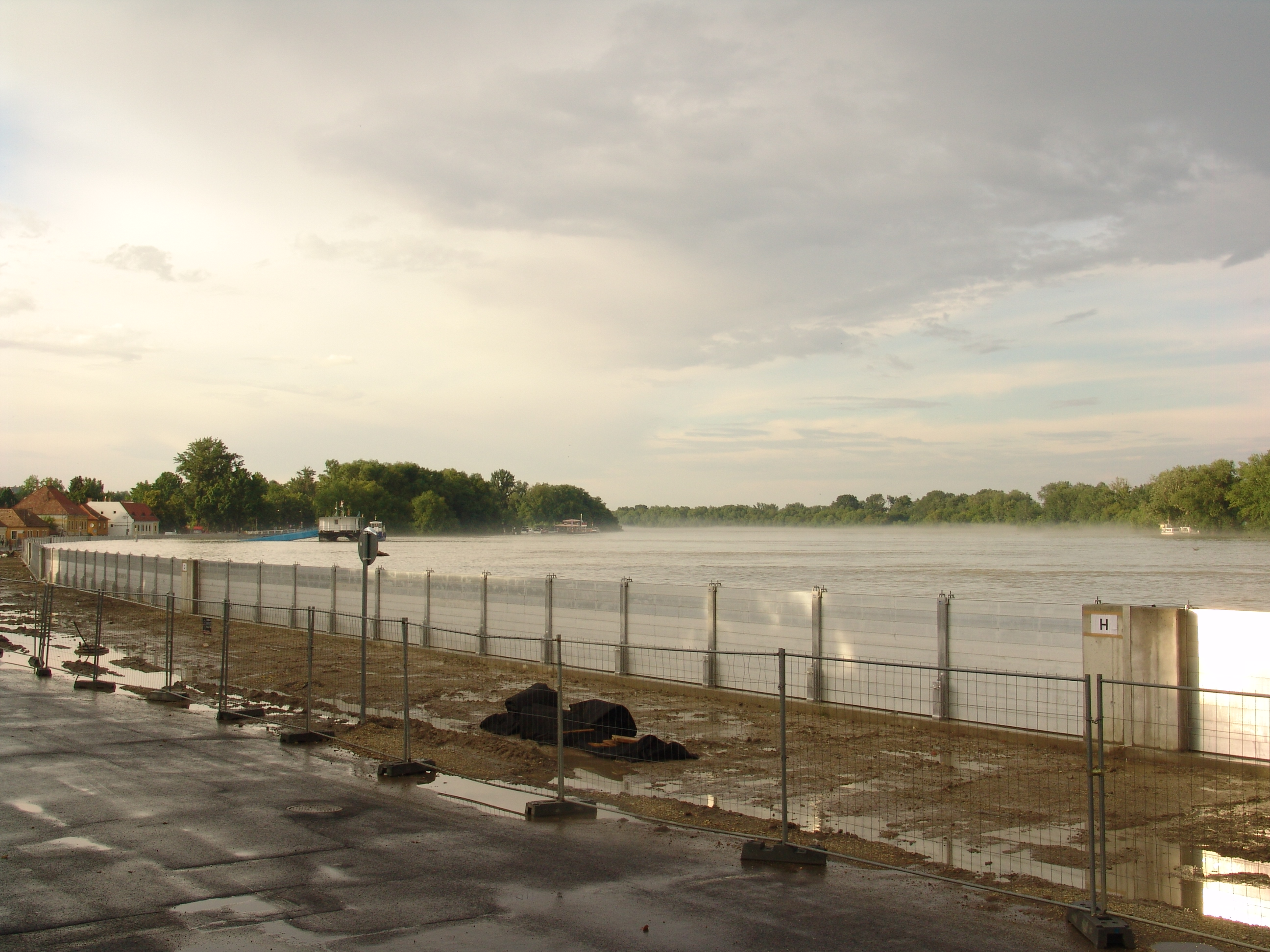
2013. június 8., Szentendre

Június 4-én déltől Magyarországon veszélyhelyzetet rendeltek el.
Budapesten a magas vízállás miatt már június 3-án, hétfőn sem kötöttek ki a BKK hajójáratai minden megállójukban. A Kossuth Lajos téren épülő mélygarázst biztonsági okokból vízzel árasztották el. Június 4-én Óbudán 9 órától lezárták a Királyok útját, 18 órától a Margit-szigetet, 20 órától a budai, 22 órától a pesti alsó rakpartot. Leállították a hajójáratokat is. Korlátozták a H5-ös HÉV, több villamos- és buszjárat közlekedését, valamint június 8-án lezárták a 2-es metró Batthyány téri metróállomását, ahol a polgári védelmi kapukat is bezárták. A szerelvények áthaladnak az állomáson, sebességkorlátozásra nem volt szükség.
Szentendrén rugalmas fémből készült mobilfalat építettek a Dunakorzónál, miután 2012-ben elbontották a régi gátat. Magyarországon itt alkalmaztak először mobilfalat.
Június 6-án délelőtt Kisoroszit elzárta a víz, a település közúton megközelíthetetlen lett. A 11-es út Esztergom és Dömös közötti szakaszának lezárása miatt Pilismarót és Dömös csak erdei úton volt megközelíthető.
Június 7-én Rajkánál 646 cm-es szinten állt a Duna, amely 3 cm-rel volt nagyobb az eddigi rekordnál. Nagybajcsnál 7-én este és 8-án hajnalban 907 cm-es szinten tetőzött, amely 32 cm-rel haladta meg a korábbi, 2002-es rekordértéket. Este 7-kor elrendelték Győrújfalu kitelepítését. Az intézkedésre megelőző jelleggel került sor.
Esztergomban a Szent Erzsébet hidat június 4-én, a Mária Valéria hidat és a Bottyán hidat 8-án, Győrben a Petőfi hidat 6-án, a Kossuth hidat 7-én zárták le.
| Budapest, Vigadó tér |
| 2006                 |
| 2013                 |
| -------------------- |

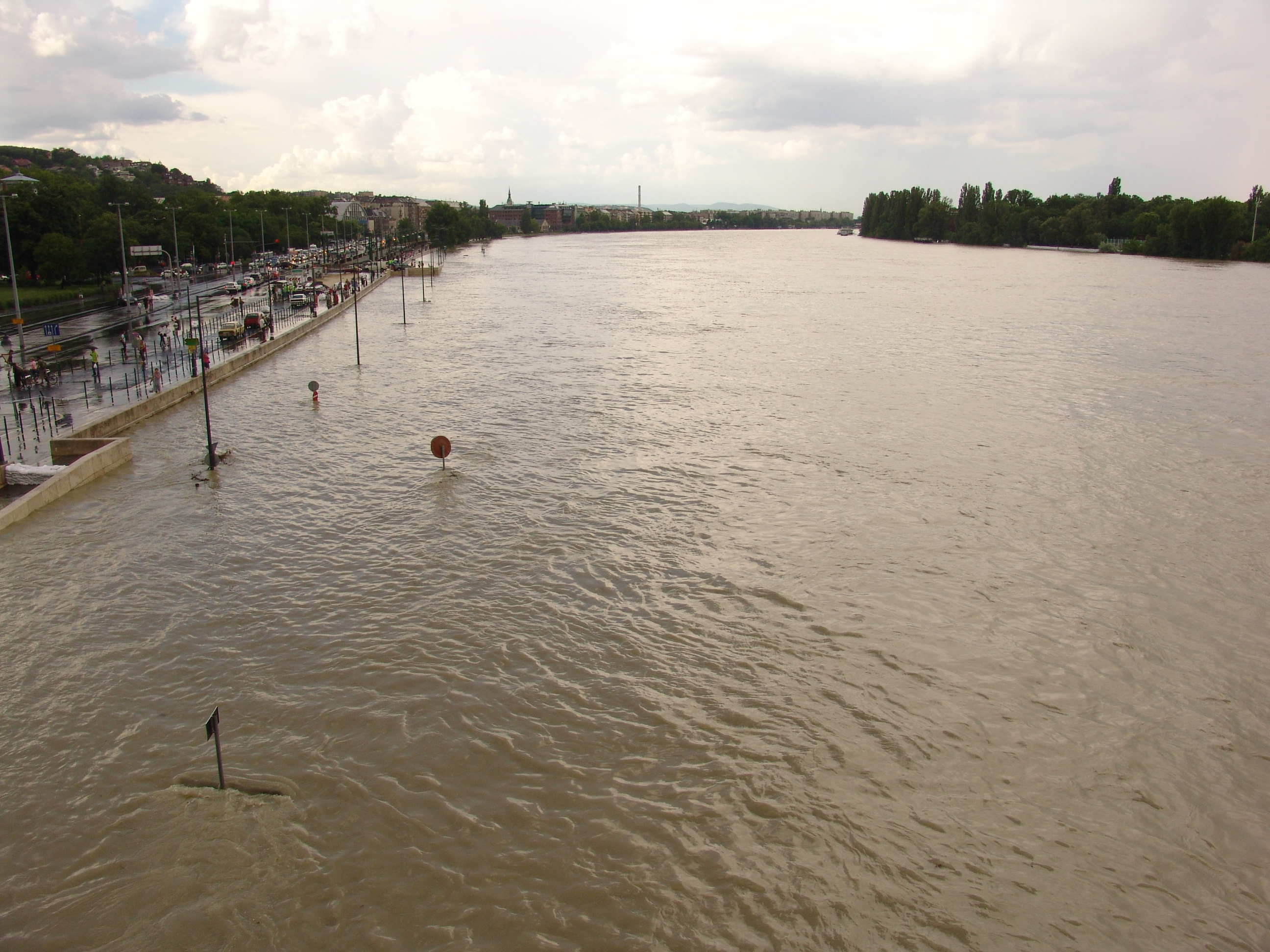
2013. június 8., Budapest, Margit híd, budai hídfő

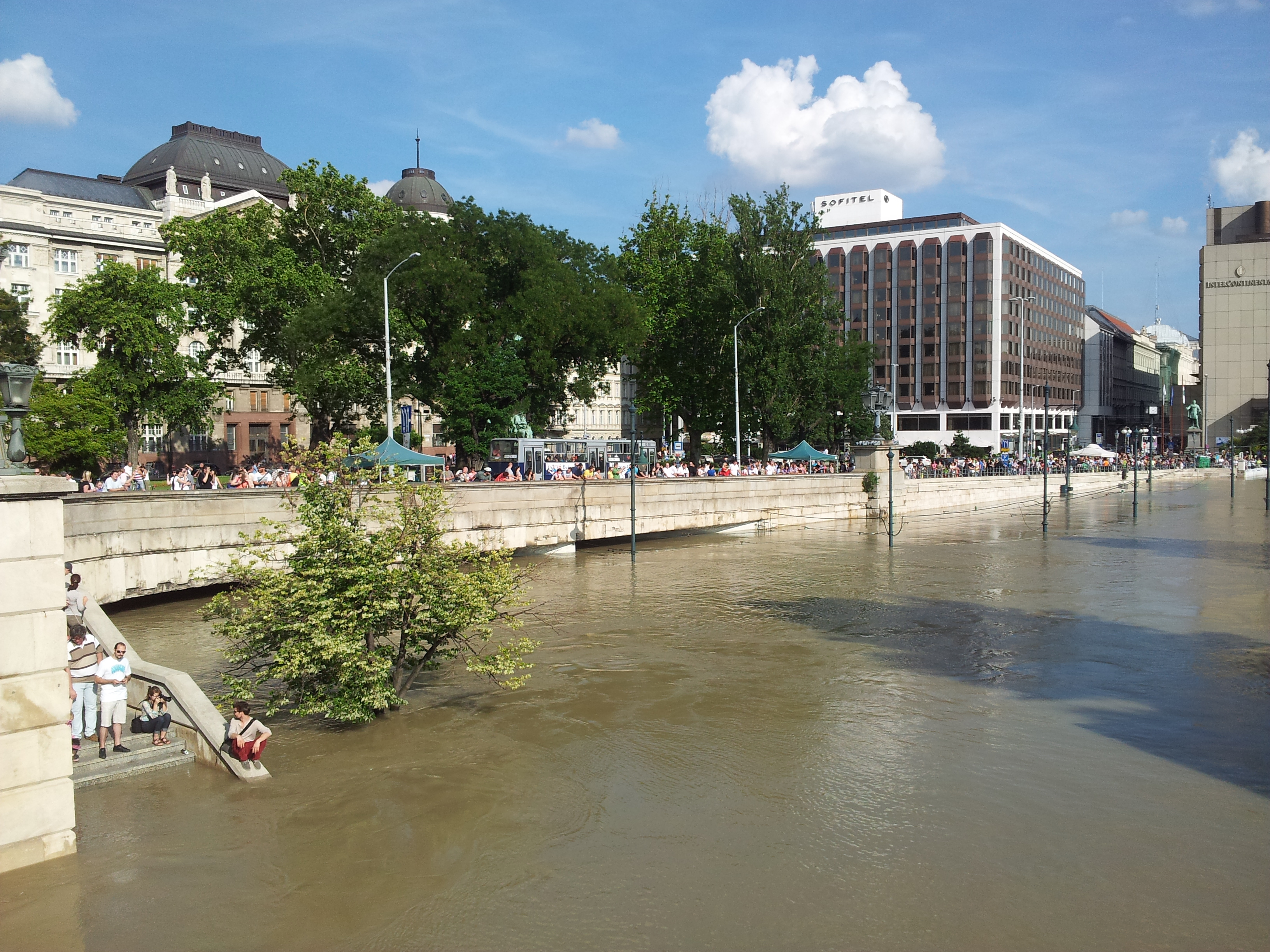
Tetőzés a Lánchíd pesti hídfőjénél

Június 8-án Tahitótfalunál átszakadt egy ideiglenes gát, de egy második védművel tudták védeni a települést, amely azonban a 11-es főút víz alá kerülése miatt megközelíthetetlen lett. Délután Budapesten felhőszakadás is volt, a budai hegyekből érkező vizet az árvíz miatt lezárt csatornarendszer nem tudta elvezetni, ezért a II. kerület néhány utcáján rövid ideig majdnem félméteres víz állt. A Bem rakparton a Batthyány tér és Margit híd közötti szakaszt lezárták, mert nehézgépjárművekkel terhelték a H5-ös HÉV alagúti szakaszát, hogy megakadályozzák a födém megemelkedését. Este Komáromnál tetőzött a Duna 845 cm-en. A Tolna megyei Báta községben 46 ezer homokzsákból építettek gátat 2500 méter hosszban. A településre több megyéből érkeztek tűzoltók, és több száz önkéntes vett részt a munkálatokban.
Június 9-én 8 órakor megkezdte a működését az Árvízvédelmi Rádió. Reggel Esztergomban tetőzött a Duna 813 cm-en, amely 42 cm-rel volt több a 2002-es rekordértéknél. A Szent Erzsébet hídon több napig kamionok álltak nehezékként. Víz alá került szinte a teljes Prímás-sziget, rajta a sportcsarnok, a Zsolt Nándor Zene- és Művészeti Iskola és az Aquasziget. A területről 44 embert kellett kitelepíteni. Szigetmonostoron száz ingatlanból ki kellett telepíteni a lakókat, mert a víz betört a község egy részére. A győri Xántus János Állatkertben néhány állatot költöztettek el, mert a kifutójuk nagy része már vízben állt. Nagymaroson a Dunával párhuzamos Váci utat elöntötte a víz, a várost mobilgát is védi. Nagymaroson a Duna 751 cm-en tetőzött. Budapesten a Bem rakpartra befolyt a víz. Az esti órákban lezárták az Árpád fejedelem útját a Margit híd és a Zsigmond tér között, a Margit híd budai lehajtóját, a II. kerületi Fő utcát, emiatt a tömegközlekedésben is további korlátozásokra került sor. Baja és Pörböly között lezárták az 55-ös főutat, valamint a bajai Türr István hidat is.
Az Almásfüzitő melletti vörösiszap-tározó nem volt veszélyben, a gát teteje 1,5 méterrel volt magasabban, mint a legmagasabb vízszint.
Budapesten június 9-én estétől 10-én hajnalig, 8 órányi tetőzés során 891 cm-en állt a vízszint, amely a korábbi, 2006-os rekordnál 31 cm-rel volt nagyobb. (A Vigadó téri hajóállomáson 1876-ra 867 cm-t mutat a szintjelző.) Június 10-én reggelre Rajkánál már 4,5 méterrel volt alacsonyabban a vízszint a tetőzésnél. Győrben megnyitották a két lezárt hidat. Budapesten a kárt 3,25 milliárd forintra becsülték, amelyből 1,73 milliárd volt a védekezés és 1,52 milliárd a helyreállítás költsége.
Június 11-én délután 2 órától visszatérhettek a 7-én kitelepített Győrújfalu lakói, Esztergomban a Mária Valéria hidat megnyitották. A Duna legmagasabb vízállása Dunaújvárosnál 755 cm, Dunaföldvárnál 721 cm, Paksnál 891 cm volt, mindhárom rekordérték.
Június 12-én hajnalban Domborinál 916 cm, Bajánál 989  cm volt a legmagasabb vízszint, mindkettő rekordérték. A fővárosban 8 méter alá került a vízszint. A budai oldalon megnyitották a Batthyány teret, a tömegközlekedés is helyreállt. Június 13-án tetőzött a Duna Mohácsnál 964 cm, amely 20 cm-rel elmaradt az 1965-ös rekordtól. Június 13-án és 14-én Budán helyreállt a közlekedési rend.
Az országban nem volt halálos áldozata az áradásnak. Az osztrák és a szentendrei mobilfalak tapasztalatai alapján a budapesti Római-partra építendő mobilfalról döntöttek, amely 3,1 kilométer hosszú lenne.
A magyarországi védekezés során 10 179 046 homokzsákot használtak fel, bennük több mint 242 500 köbméter homokkal. A gátakon 36 780 regisztrált civil önkéntes dolgozott, ám a ténylegesen dolgozó önkéntesek száma ennél jóval nagyobb volt. A árvíz által közvetlenül veszélyeztetett személyek száma 206 000 főt tett ki, a kitelepítettek száma 1570 fő volt.

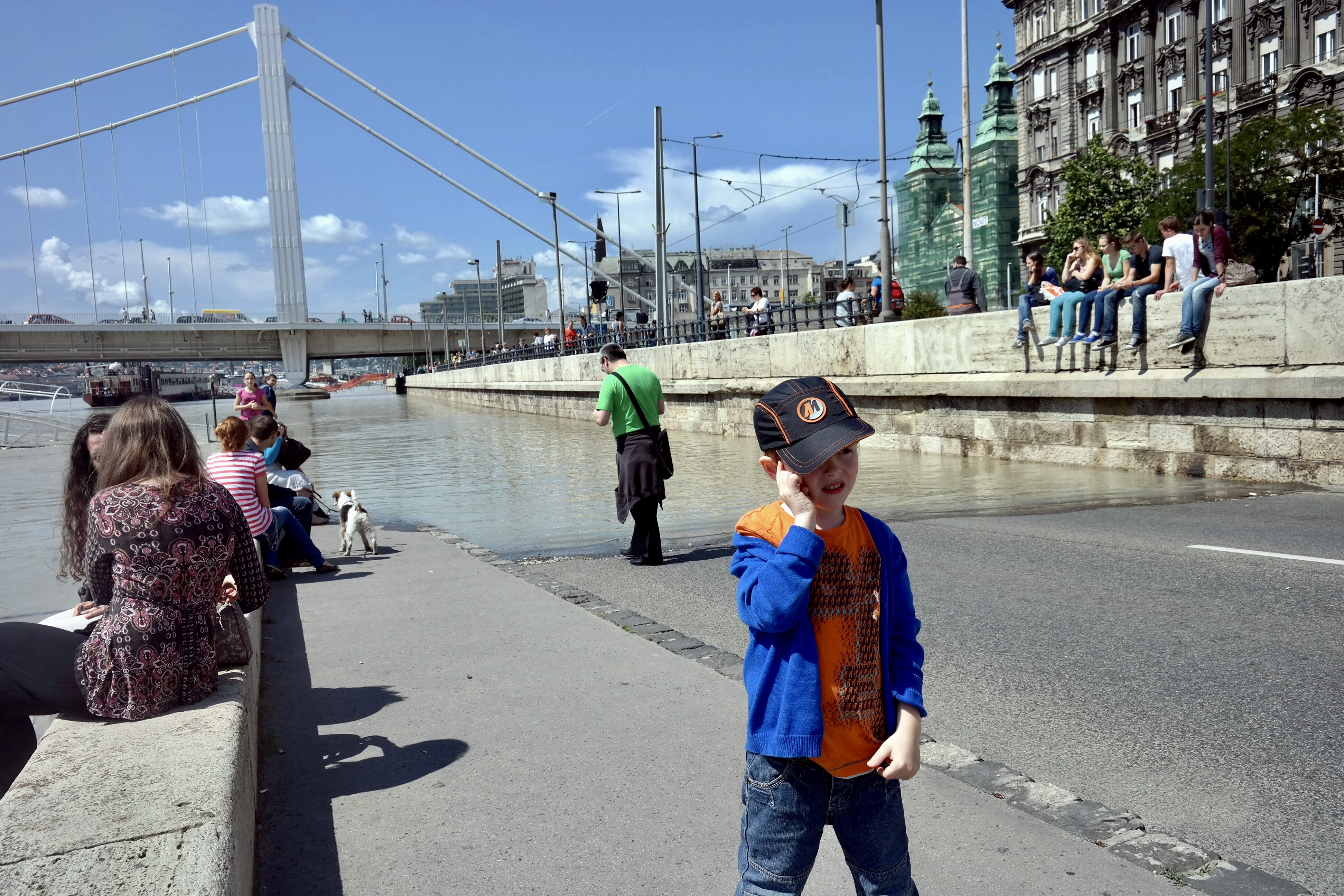
2013. június 7., Budapest Belgrád rakpart
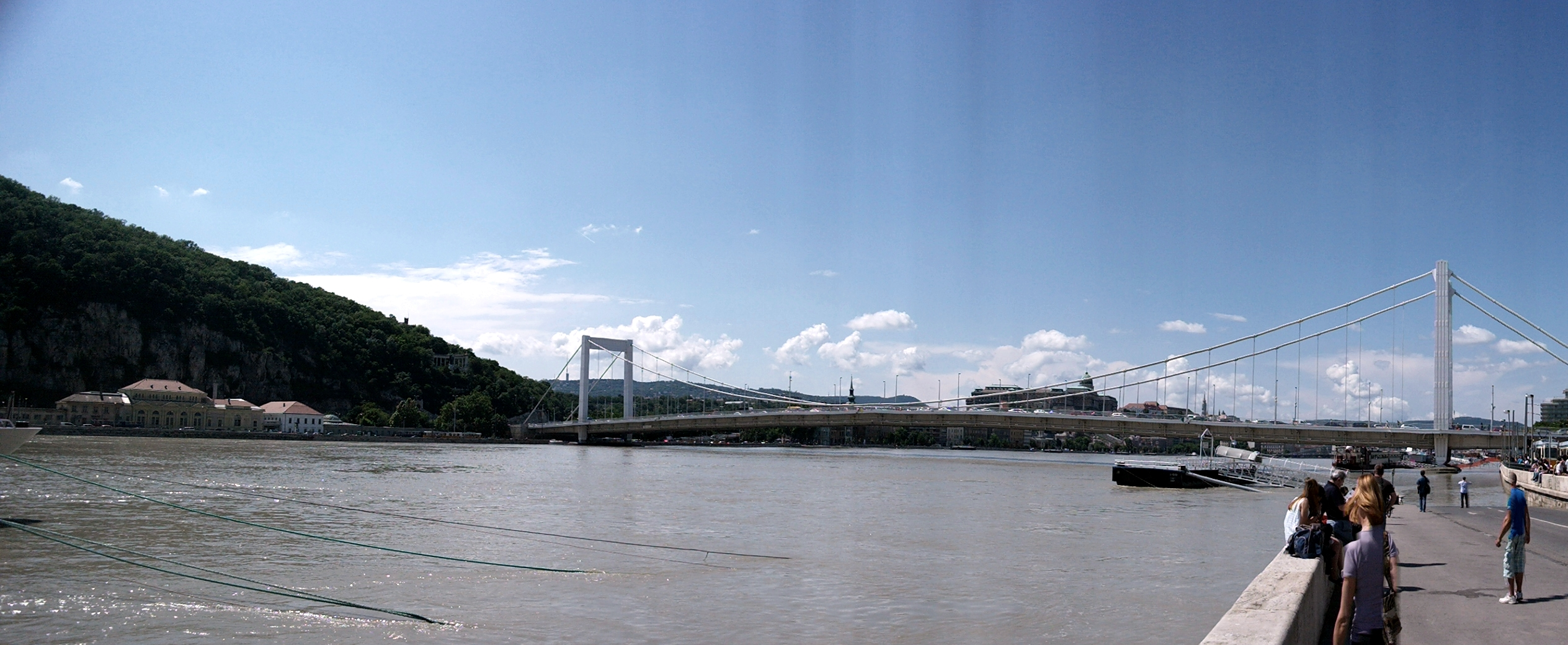
2013. június 7., Budapest
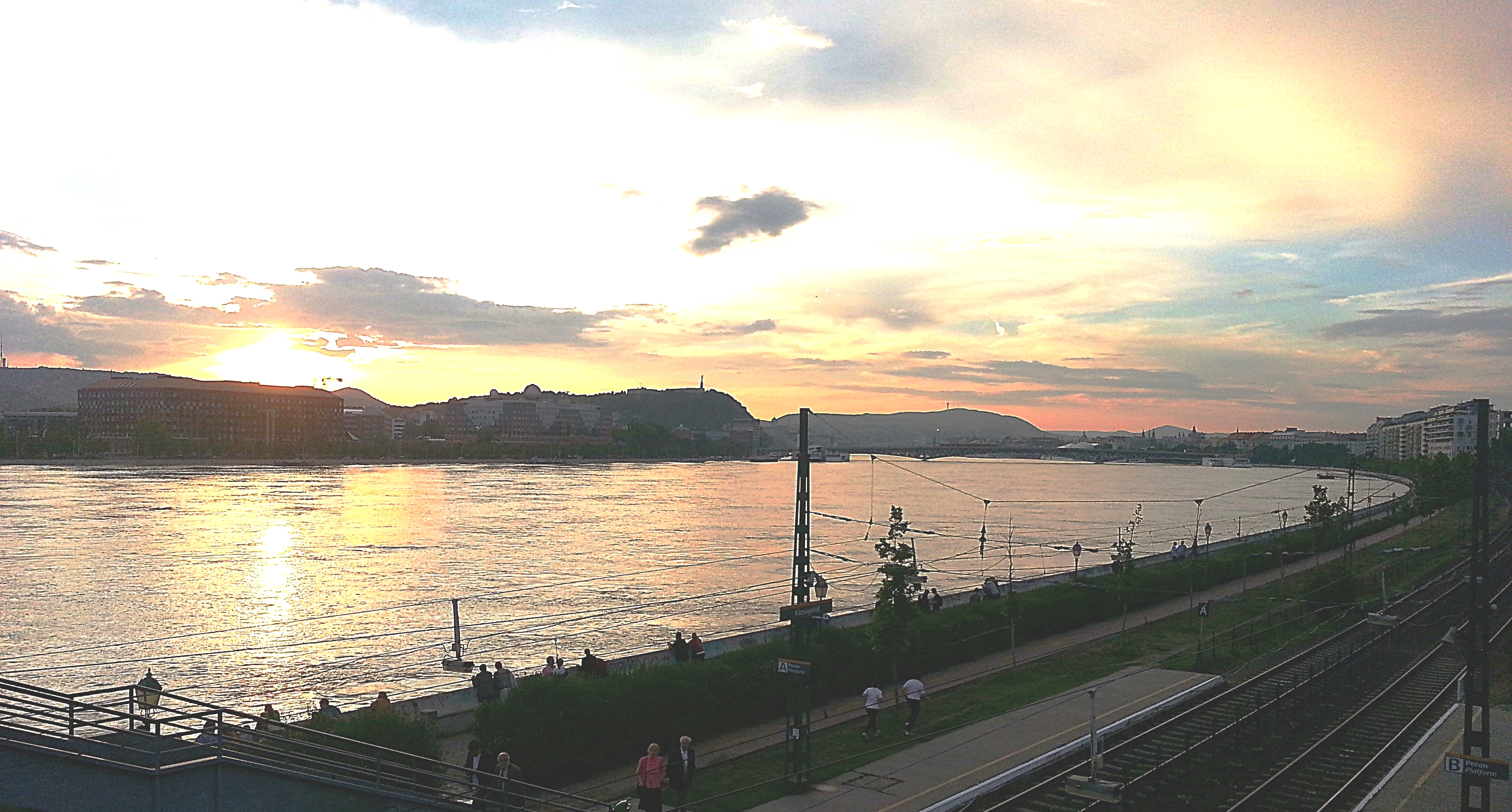
2013. június 8., Budapest A Rákóczi és a Petőfi híd közötti folyó szakasz
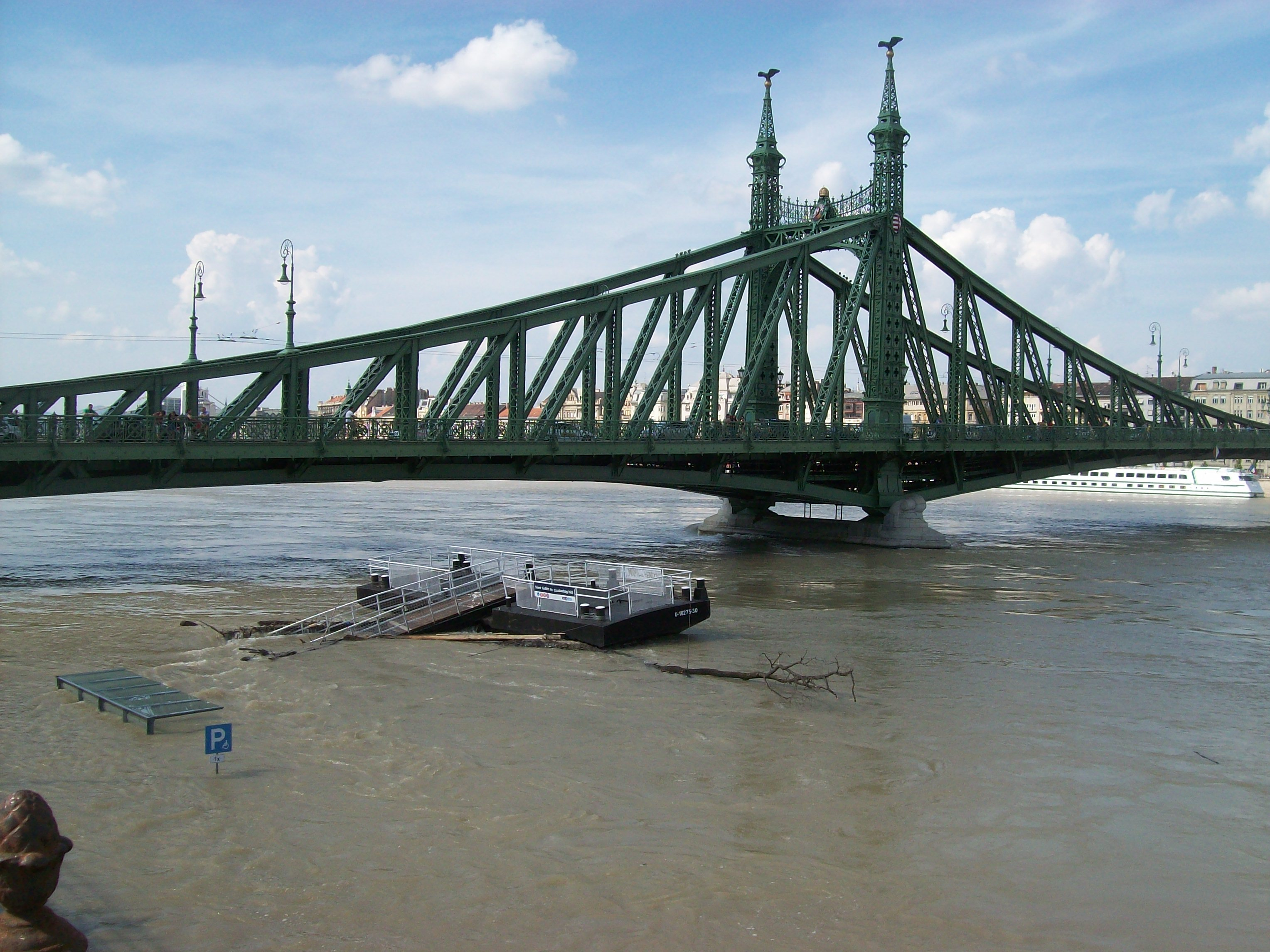
2013. június 9. Budapest, Szabadság híd, hajóállomás
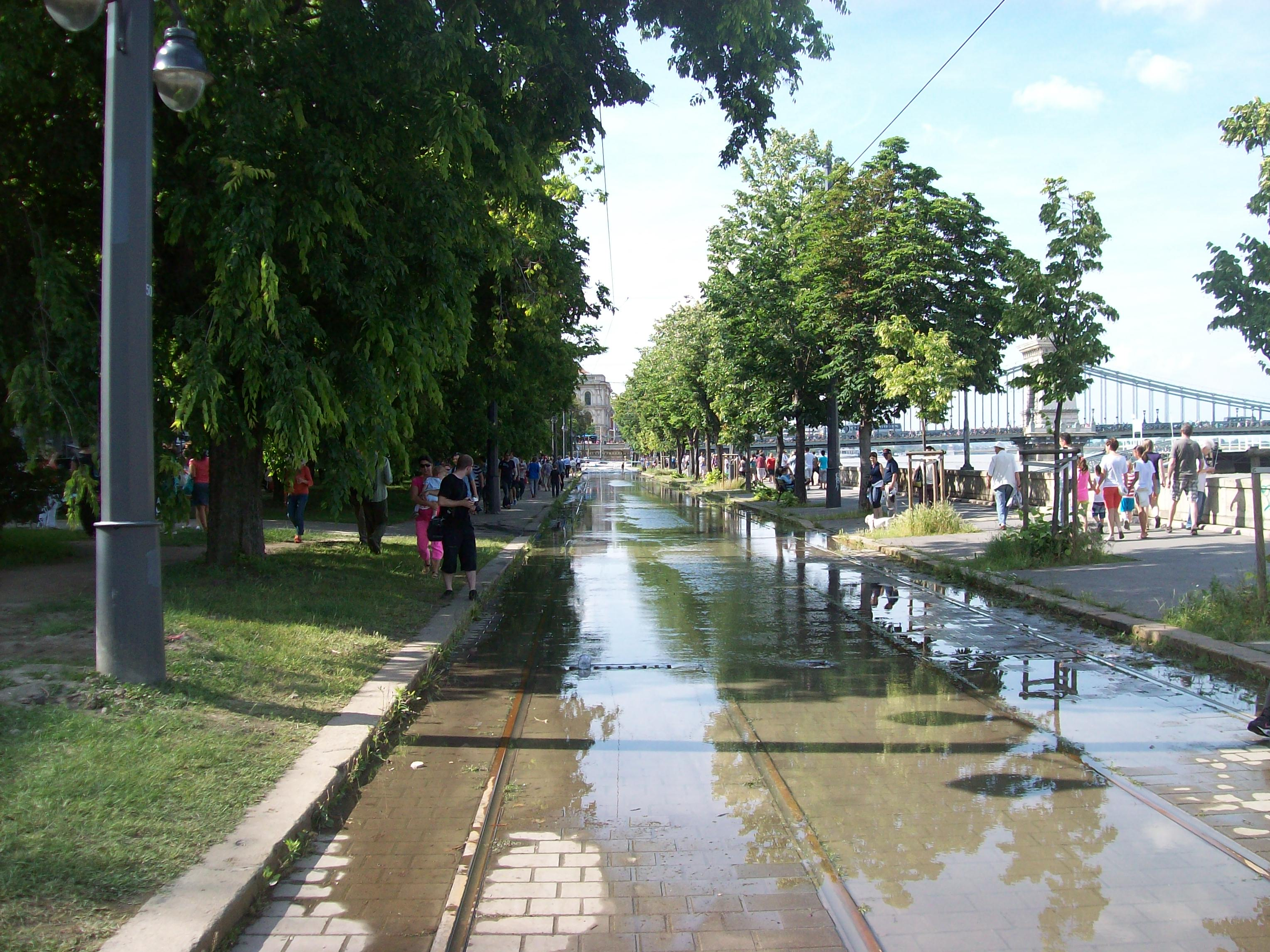
2013. június 9. Budapest, vízben álló villamospálya az Ybl Miklós térnél
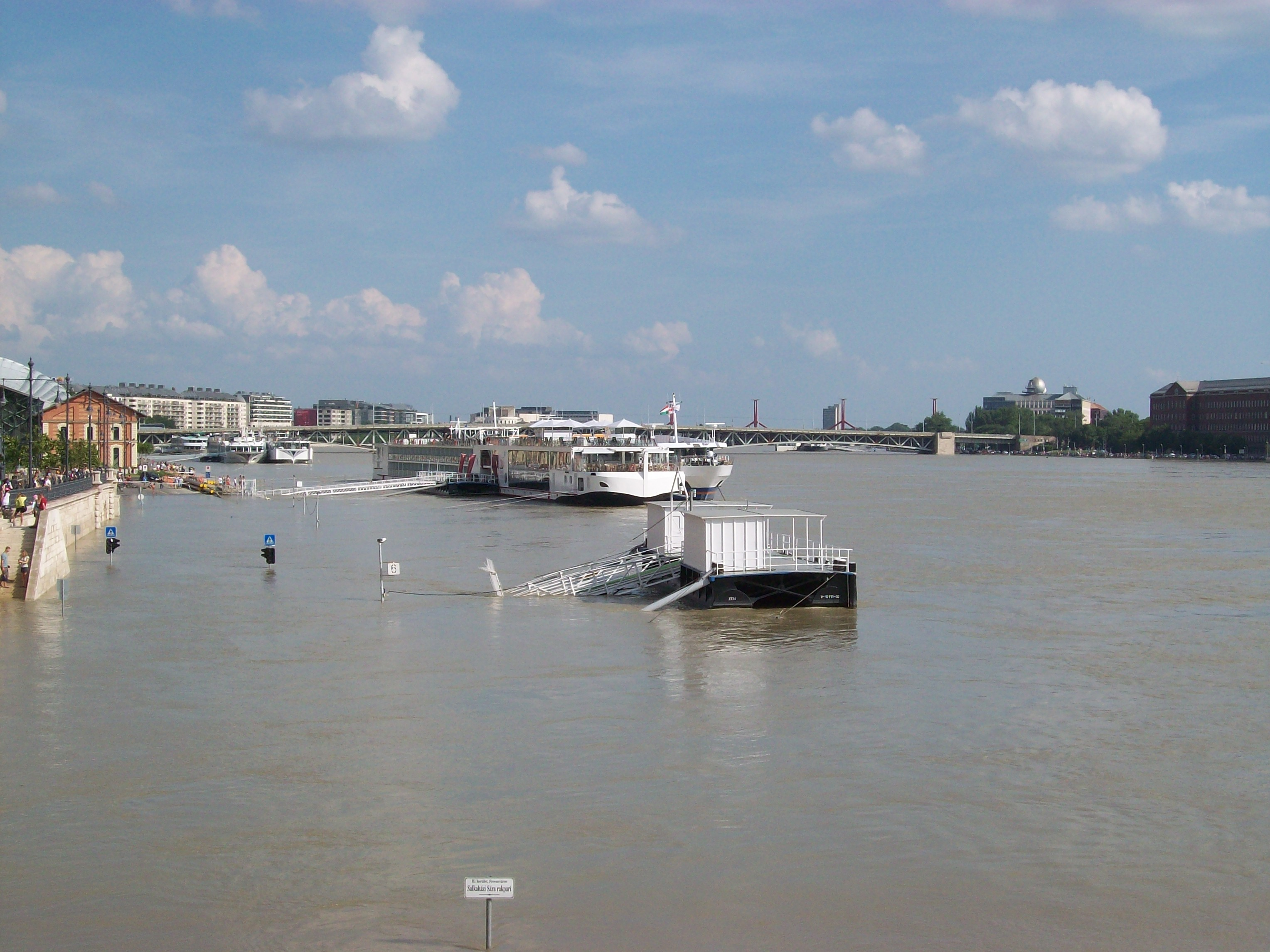
2013. június 9. Budapest, A Salkaházi Sára rakpart a Szabadság híd és a Rákóczi híd között
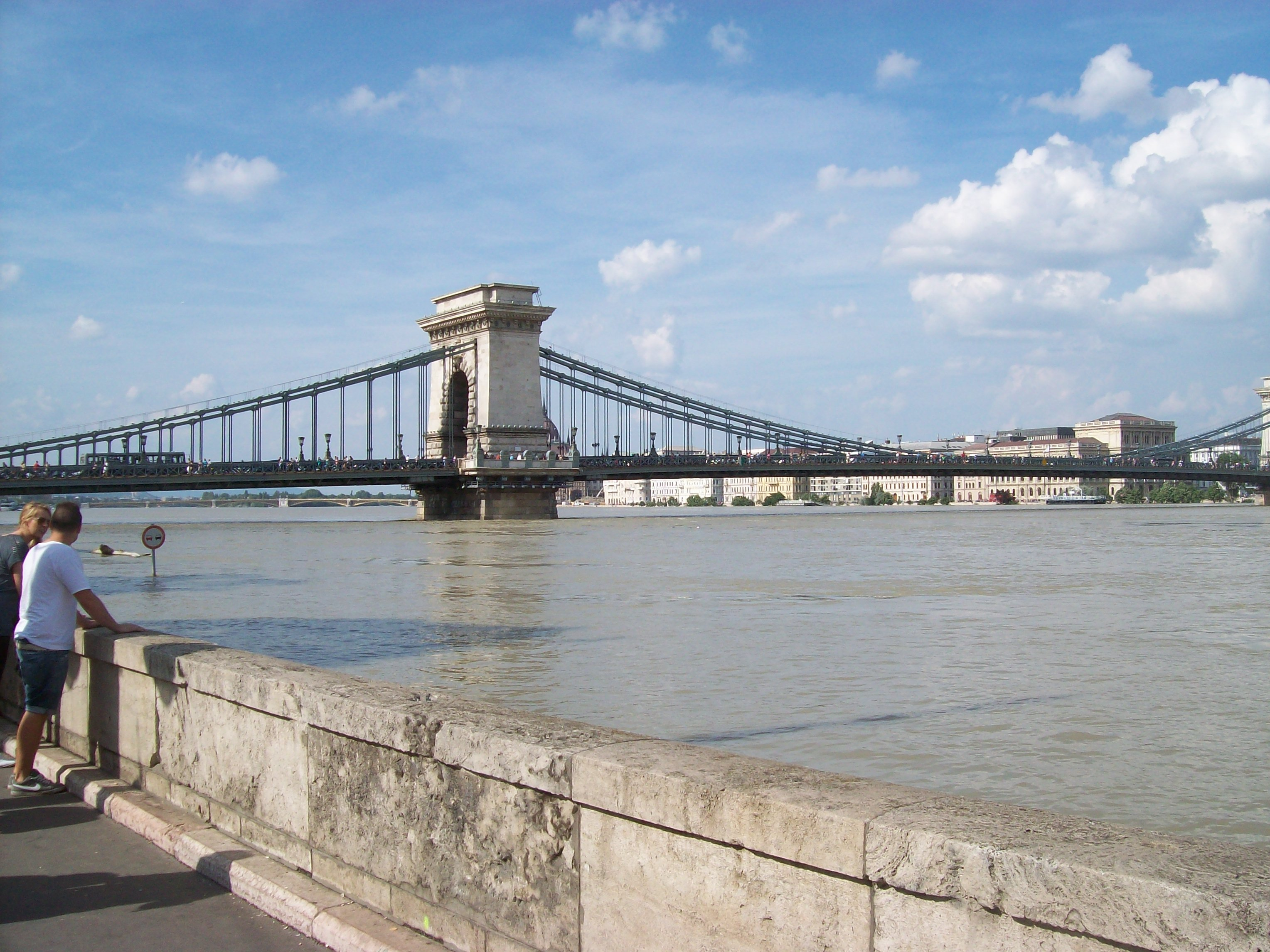
2013. június 9. Budapest, Lánchíd
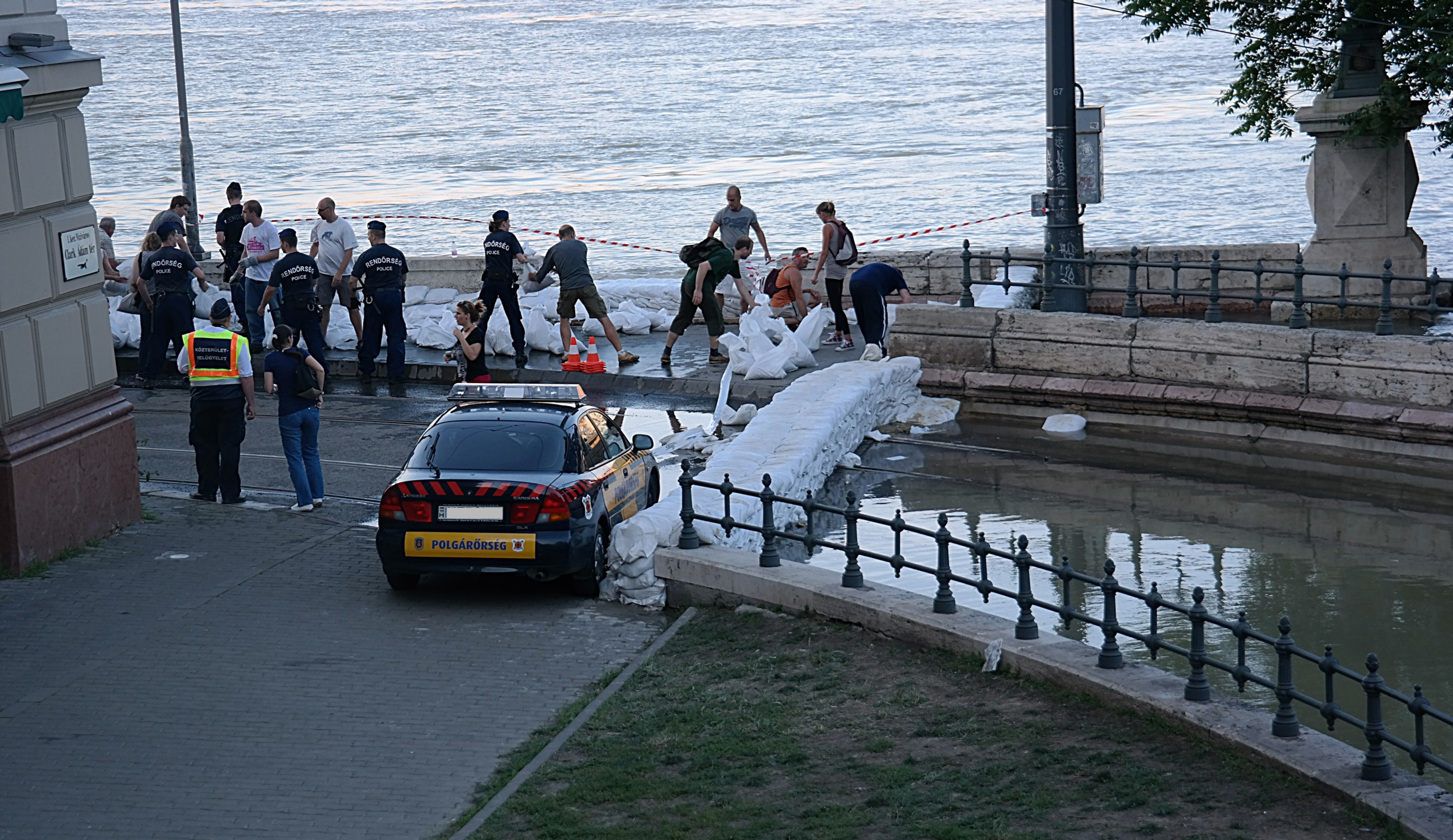
Homokzsákok pakolása a Lánchíd budai hídfőjénél
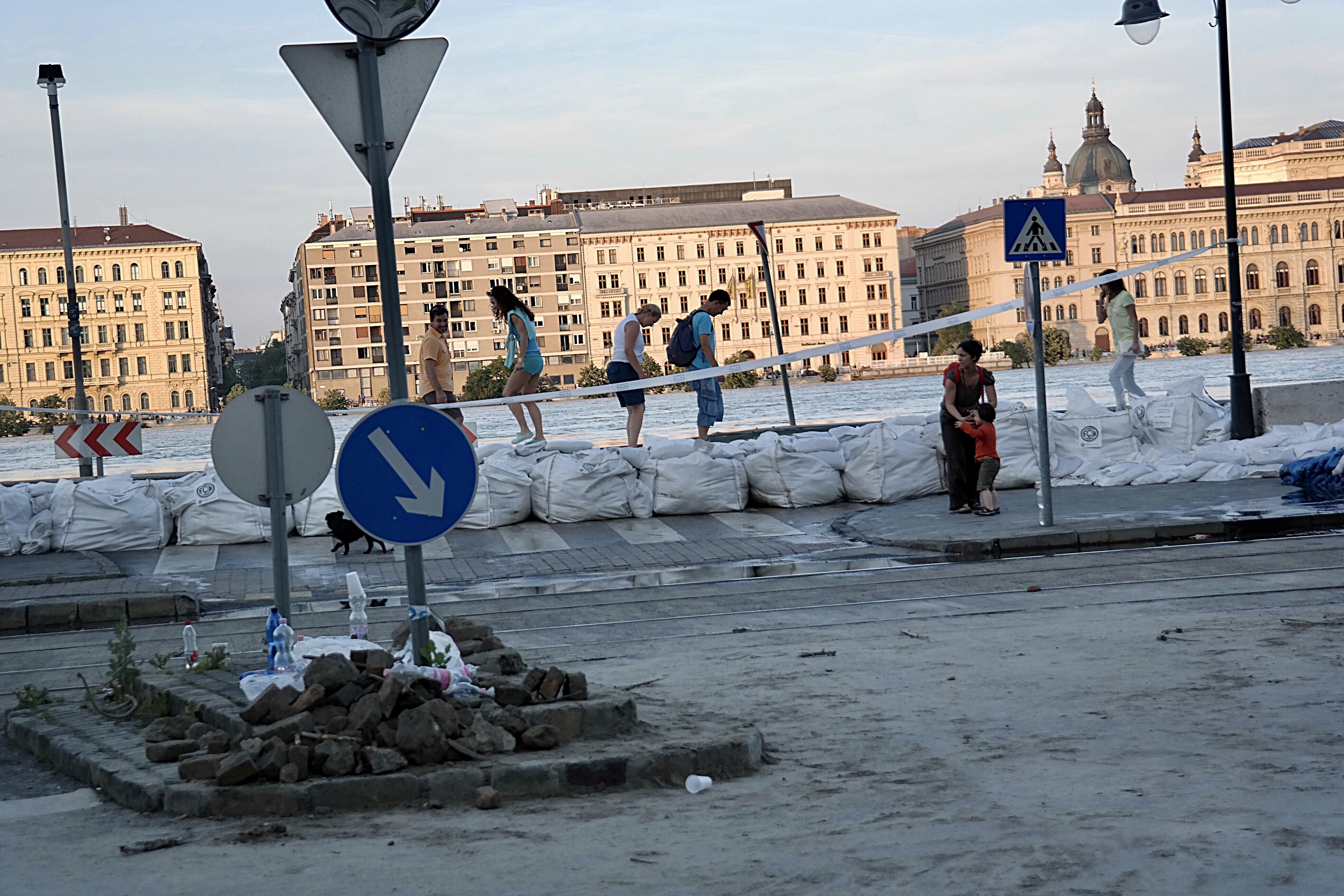
Homokzsákok a Bem rakparton
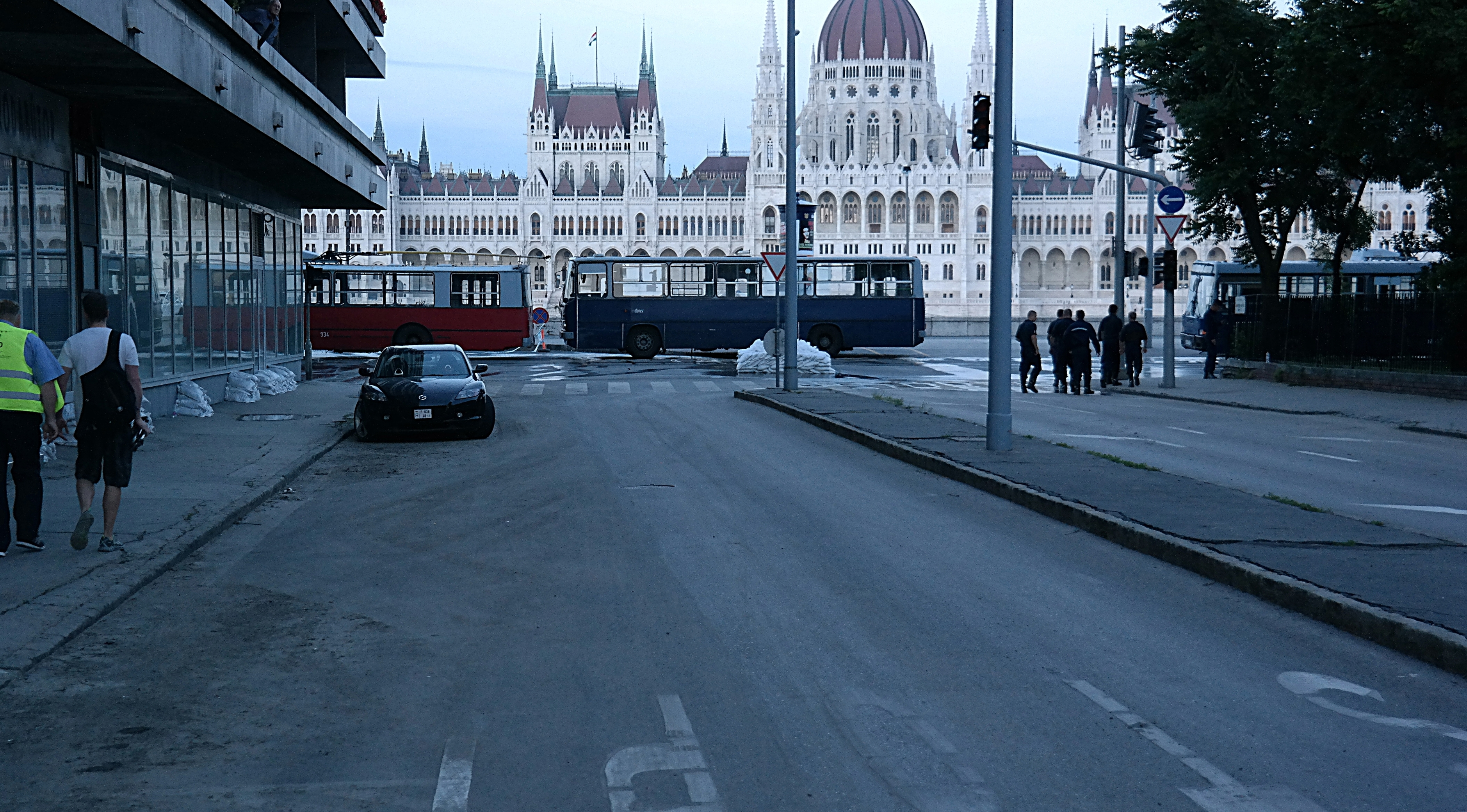
"Nehezékként" használt troli- és autóbuszok Budán

## Szerbia
Újvidéknél 678 centiméteren tetőzött a Duna.